# Partido Autonomista Nacional
El Partido Autonomista Nacional (P.A.N.) fue un partido político liberal conservador argentino, que tuvo preeminencia entre 1874 y 1916, coincidiendo en gran parte con el período conocido en la historiografía moderna como «república conservadora», «república oligárquica» y «modelo liberal» durante el cual gobernó ininterrumpidamente el país sin alternancia, bajo un cuestionado régimen electoral de voto cantado, altamente fraudulento y con mínima participación electoral.
El PAN fue creado el 18 de marzo de 1874 por la unión de los partidos Autonomista de Adolfo Alsina y Nacional de Nicolás Avellaneda.
El período coincidió con una fuerte expansión territorial, económica y poblacional, en el marco de un modelo agroexportador asociado al Imperio británico, y la consolidación de las instituciones de un Estado republicano y federal, diseñado por la Constitución de 1853 con las reformas de 1860.
Fueron presidentes de Argentina por el PAN: Nicolás Avellaneda (1874-1880), Julio A. Roca (1880-1886), Miguel Juárez Celman (1886-1890), Carlos Pellegrini (1890-1892), nuevamente Julio Argentino Roca (1898-1904), José Figueroa Alcorta (1906-1910), Roque Sáenz Peña (1910-1914) y Victorino de la Plaza (1914-1916). Aunque no integrantes del partido gobernaron el país con apoyo del PAN: Luis Sáenz Peña (1892-1895), José Evaristo Uriburu (1895-1898) y Manuel Quintana (1904-1906).

## Historia

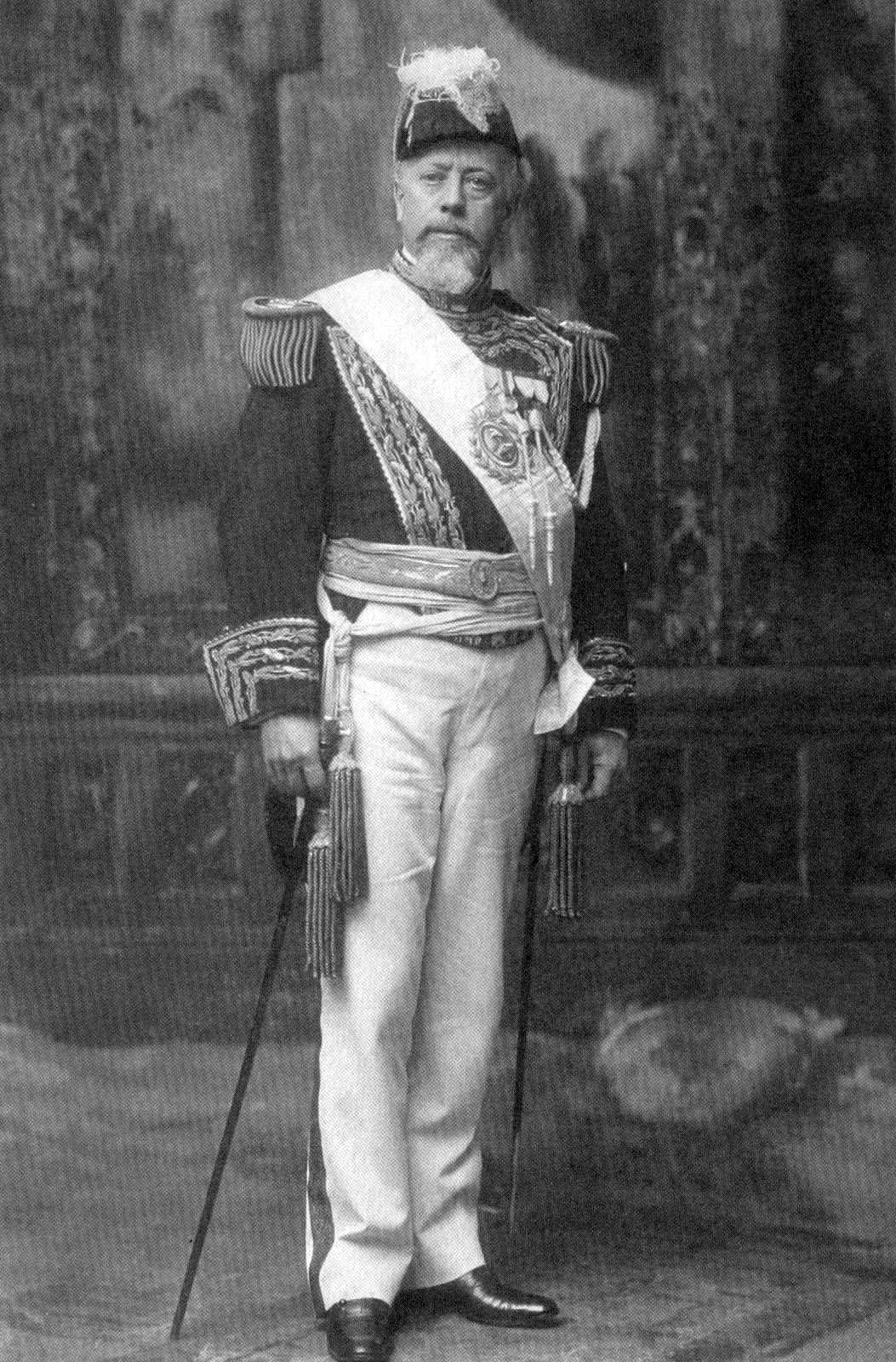
Julio Argentino Roca, figura principal del Partido Autonomista Nacional.

Con la elección de Avellaneda en 1874 y la unificación del Partido Autonomista y el Partido Nacional, se dio comienzo a la etapa del PAN en la historia argentina. De fuertes tendencias positivistas y de profunda convicción liberal, promovieron la libertad económica a través del modelo agroexportador y la modernización institucional argentina, que llevó a promulgar -por ejemplo- la enseñanza gratuita, laica y universal en todo el territorio argentino.
A pesar de su retórica liberal, han pasado a la historia como «conservadores», debido a sus prácticas políticas de tinte oligárquico, manipulación de elecciones, clientelismo, falta de libertad política, etc.
Luego de la Revolución de 1890 apareció dentro del PAN una corriente disconforme con el liderazgo nacional del partido, que se conoció como línea modernista, con el objeto primigenio de combatir el fraude electoral que estaba establecido en el sistema político del país, tanto por el Gobierno como por la oposición, mediante la manipulación del voto cantado. Pese al fracaso inicial de esa corriente, a principios del siglo XX se multiplicaron las vertientes opositoras a la llamada Política del Acuerdo, que llevaba adelante especialmente el general Roca. Entre los dirigentes opositores más destacados se contaron Roque Sáenz Peña, Carlos Pellegrini, José Figueroa Alcorta, Indalecio Gómez, Ramón J. Cárcano y Francisco Bernabé Madero, entre otros.
Una alianza de estos grupos, con el nombre de Unión Nacional, obtuvo en 1910 la victoria electoral del presidente Roque Sáenz Peña, bajo cuyo impulso fue sancionada el 10 de febrero de 1912 la Ley 8.871 o Ley Sáenz Peña, también llamada ley General de Elecciones; la misma estableció el sufragio universal, secreto y obligatorio, sobre la base de un padrón electoral permanente, para todos los varones mayores de 18 años, argentinos nativos y naturalizados.
Las primeras elecciones provinciales libres se realizaron ese mismo año de 1912 en la provincia de Santa Fe, y las primeras elecciones nacionales bajo esa ley fueron las de 1916. Ambas favorecieron a la Unión Cívica Radical, el principal partido opositor, surgido poco después de la Revolución del Parque de 1890, pero que había sostenido la política de abstención permanente durante dos décadas.
Tras la asunción de Sáenz Peña, el PAN siguió existiendo con distintos nombres, aunque sufrió la escisión del Partido Demócrata Progresista. Tras la derrota electoral de 1916, el PAN dejó definitivamente de existir, y durante un tiempo no hubo ningún partido conservador de proyección nacional; únicamente subsistieron partidos conservadores provinciales.
El Partido Autonomista Nacional, que a veces se denominó Partido Nacional y otras Partido Autonomista se fragmentó en agrupaciones provinciales:
- Partido Demócrata de la Capital Federal
- Partido Conservador de Buenos Aires
- Partido Demócrata de Córdoba
- Partido Demócrata de Mendoza
- Partido Demócrata de Entre Ríos
- Partido Demócrata Liberal en San Luis
- Partido Autonomista de Corrientes.

A principios de 2019, la justicia electoral otorgó la personería jurídica de alcance nacional a un conjunto de agrupaciones provinciales llamadas Partido Autonomista —de las cuales la más activa era el Partido Autonomista de Corrientes, en cierta forma continuidad del PAN en esa provincia— que se presentó en público con el nombre de Partido Autonomista Nacional, dirigido por José Antonio Romero Feris, el cual participó en las elecciones Primarias Abiertas, Simultáneas y Obligatorias de 2019, consiguiendo el 0,13% de los votos ocupando el último lugar.

## Elecciones presidenciales
|  | 64,73 % |

|  | 68,89 % |

|  | 78,87 % |

|  | 95,02 % |

|  | 85,16 % |

|  | 81,36 % |

|  | 99,60 % |

|  | 25,23 % |

|  | 23,00 % |

|  | 27,84 % |

|  | 16,49 % |

|  | 34,48 % |

|  | 34,04 % |